# Junya Ito
Junya Ito (japonès: 伊東純也)  (Yokosuka, 9 de març de 1993) és un futbolista japonès que actualment juga de davanter al Kashiwa Reysol de la Lliga japonesa de futbol.

## Club
Després d'assistir a la Universitat de Kanagawa durant quatre anys, Ito primer es va convertir en un jugador especial designat per a Ventforet Kofu, i després va obtenir un nou contracte amb la J1 League.
La seva primera temporada com a jugador professional va cridar l'atenció de Kashiwa Reysol. El club Chiba el va fitxar el gener de 2016.
El 31 de gener de 2019, Junya Ito es va traslladar de Kashiwa Reysol a Genk amb un contracte de préstec d'un any. El 30 de març de 2020, Ito va signar permanentment amb Genk en un contracte de tres anys.
El 29 de juliol de 2022, Ito es va unir al club de la Ligue 1 Reims.

## Selecció del Japó
Va debutar amb la selecció del Japó el 9 de desembre de 2017 contra la selecció de Corea del Nord. Va disputar 3 partits amb la selecció del Japó.
| Selecció del Japó | Selecció del Japó | Selecció del Japó |
| Anys              | Partits           | Gols              |
| ----------------- | ----------------- | ----------------- |
| 2017              | 3                 | 0                 |
| Total             | 3                 | 0                 |